# Pierre-François Delannoy
Pour les articles homonymes, voir Delannoy.
Ne doit pas être confondu avec Pierre-François Fernand Delannoy.
Pierre-François Delannoy, né à Lille le 28 janvier 1921, où il est décédé le 18 septembre 1997, est un architecte lillois.

## Biographie
Fils de René Delannoy (1882-1960), il est élève de Georges Dehaudt à l'école régionale d'architecture de Lille. Il poursuit ses études à l'école nationale des beaux-arts, élève de Roger-Henri Expert. Il est diplômé en 1947.
Il commence sa carrière avec son père. Il réalise un très grand nombre de bâtiments dont de nombreux immeubles de logement.

## Principales constructions
- 1954 Immeuble de bureaux, 1-1bis rue Georges Lefèvre à Lille
- 1960 Institut de biologie maritime à Wimereux  Inscrit MH[3]
- Vers 1970 Hôtel de ville de Villeneuve-d'Ascq
- 1970 Les Anémones, 1 place Pierre Vauban, Mons-en-Baroeul[4]
- 1975 stade Grimonprez-Jooris à Lille
- 1982-1983 trois stations du métro ligne 1  Rihour, Hellemmes et Villeneuve-d'Ascq - Hôtel de Ville